# A halottkém (televíziós sorozat, 1998)
A halottkém (eredeti cím: Da Vinci's Inquest) 1998 és 2005 között futott kanadai televíziós sorozat, amit Chris Haddock készített, egyik vezető producere pedig a magyar származású Barna László volt. A történet Dominic Da Vinci vancouveri halottkém eseteit követi nyomon, akinek szerepében Nicholas Campbell volt látható. Campbell mellett a főbb szerepekben Suleka Mathew, Sarah-Jane Redmond, Donnelly Rhodes és Venus Terzo voltak láthatók.
A sorozatot Kanadában a CBC adta 1998. október 7. és 2005. január 23. között, majd később szindikált sugárzásban is műsorra került több csatornán. Magyarországon a Viasat 3 mutatta be 2004. június 8-án.
A sorozathoz 2005-ben készült egy spin-off Da Vinci's City Hall címen, ahol Campbell visszatért Da Vinci szerepében, akinek ezúttal Vancouver megválasztott polgármestereként kell helyt állnia. Ez a sorozatot 2005. október 25-én mutatták be, azonban a gyenge nézettség miatt 13 rész után elkaszálták. Itthon a spin-offot A polgármester címmel mutatta be a Duna Televízió 2008. december 2-án.

## Cselekmény
A történet főszereplője Dominic Da Vinci, aki a Kanadai Királyi Lovasrendőrség tisztje volt, majd szakmát váltva vancouveri halottkémként folytatta tovább, ahol a hivatalával és a helyi rendőrség gyilkossági osztályával közreműködve próbálják megoldani a városban történő legrejtélyesebb gyilkossági ügyeket. Da Vinci halottkémként is a régi rendőri mentalitásával megy neki az ügyeknek, amely során gyakran összetűzésbe kerül a feljebbvalóival, a többi halottkémmel és a patológusokkal, utóbbiak közül főleg volt feleségével, Patriciaval. Da Vinci munkája mellett próbál helyt állni a magánéletében is és nevelni exnejével közös felügyeletben megosztott lányát, ám a kettő közti egyensúlyt nehezen tudja fenntartani, amiben közrejátszik nőcsábász stílusa és az alkoholproblémái is.

## Szereplők
| Szereplő             | Színész            | Magyar hang         |
| -------------------- | ------------------ | ------------------- |
| Dominic Da Vinci     | Nicholas Campbell  | Jakab Csaba         |
| Mick Leary           | Ian Tracey         | Zámbori Soma        |
| Leo Shannon          | Donnelly Rhodes    | Koroknay Géza       |
| Angela Kosmo         | Venus Terzo        | Szórádi Erika       |
| Patricia Da Vinci    | Gwynyth Walsh      | Spilák Klára        |
| Sunita "Sunny" Ramen | Suleka Mathew      | Kiss Virág Magdolna |
| Sheila Kurtz         | Sarah-Jane Redmond | Ősi Ildikó          |
| James Flynn          | Robert Wisden      | Rosta Sándor        |
| Bob Kelly            | Gerard Plunkett    | Kajtár Róbert       |

## Epizódok

### Évados áttekintés
| Évad | Évad | Részek száma | Részek száma | Eredeti sugárzás     | Eredeti sugárzás  | Eredeti adó |
| Évad | Évad | Részek száma | Részek száma | Évadbemutató         | Évadzáró          | Eredeti adó |
| ---- | ---- | ------------ | ------------ | -------------------- | ----------------- | ----------- |
|      | 1.   | 13           | 13           | 1998. október 7.     | 1999. február 3.  | CBC         |
|      | 2.   | 13           | 13           | 1999. október 6.     | 2000. január 19.  | CBC         |
|      | 3.   | 13           | 13           | 2000. október 4.     | 2001. február 6.  | CBC         |
|      | 4.   | 13           | 13           | 2001. szeptember 30. | 2002. január 21.  | CBC         |
|      | 5.   | 13           | 13           | 2002. október 27.    | 2003. február 23. | CBC         |
|      | 6.   | 13           | 13           | 2003. november 23.   | 2004. április 4.  | CBC         |
|      | 7.   | 13           | 13           | 2004. október 12.    | 2005. január 23.  | CBC         |

### 1. évad (1998-1999)
| Sor. | Év. | Cím                     | Rendező           | Író                           | Premier                               |
| ---- | --- | ----------------------- | ----------------- | ----------------------------- | ------------------------------------- |
| 1.   | 1.  | Little Sister: Part 1   | Anne Wheeler      | Chris Haddock                 | 1998. október 7. 2004. június 8.      |
| 2.   | 2.  | Little Sister: Part 2   | Anne Wheeler      | Chris Haddock                 | 1998. október 14. 2004. június 15.    |
| 3.   | 3.  | Little Sister: Part 3   | Anne Wheeler      | Chris Haddock                 | 1998. október 21. 2004. június 22.    |
| 4.   | 4.  | The Quality of Mercy    | Stephen Surjik    | Chris Haddock, Leonel Luna    | 1998. október 28. 2004. június 29.    |
| 5.   | 5.  | Known to the Ministry   | John L'Ecuyer     | Peggy Thompson                | 1998. november 4. 2004. július 6.     |
| 6.   | 6.  | We All Fall Down        | Alan Simmonds     | Alan DiFiore                  | 1998. november 11. 2004. július 13.   |
| 7.   | 7.  | The Stranger Inside     | John L'Ecuyer     | John Hunter                   | 1998. november 18. 2004. július 20.   |
| 8.   | 8.  | Gabriel                 | William Fruet     | Chris Haddock, Esta Spalding  | 1998. november 25. 2004. július 27.   |
| 9.   | 9.  | The Most Dangerous Time | Alan Simmonds     | John Krizanc                  | 1998. december 2. 2004. augusztus 3.  |
| 10.  | 10. | The Bridge              | David Straiton    | Esta Spalding                 | 1998. december 9. 2004. augusztus 10. |
| 11.  | 11. | Final Chapter           | Scott Summersgill | Chris Haddock, Alan DiFiore   | 1999. január 13. 2004. augusztus 17.  |
| 12.  | 12. | The Hunt: Part 1        | Stephen Surjik    | Chris Haddock, Larry Campbell | 1999. január 27. 2004. augusztus 24.  |
| 13.  | 13. | The Capture: Part 2     | Chris Haddock     | Chris Haddock, Larry Campbell | 1999. február 3. 2004. augusztus 31.  |

### 2. évad (1999-2000)
| Sor. | Év. | Cím                         | Rendező                      | Író                                        | Premier                                |
| ---- | --- | --------------------------- | ---------------------------- | ------------------------------------------ | -------------------------------------- |
| 14.  | 1.  | A Cinderella Story: Part 1  | Anne Wheeler                 | Alan DiFiore, Chris Haddock, Esta Spalding | 1999. október 6. 2004. szeptember 11.  |
| 15.  | 2.  | A Cinderella Story: Part 2  | Anne Wheeler                 | Alan DiFiore, Chris Haddock, Esta Spalding | 1999. október 13. 2004. szeptember 18. |
| 16.  | 3.  | The Hanged Man              | Scott Summersgill            | Alan DiFiore, Chris Haddock, Esta Spalding | 1999. október 20. 2004. szeptember 25. |
| 17.  | 4.  | Tommy's on the Corner       | Alan Simmonds                | Alan DiFiore, Chris Haddock, Esta Spalding | 1999. október 27. 2004. október 2.     |
| 18.  | 5.  | His Wife                    | Scott Summersgill            | Alan DiFiore, Chris Haddock, Esta Spalding | 1999. november 3. 2004. október 9.     |
| 19.  | 6.  | Sister's Light              | David Frazee                 | Alan DiFiore, Chris Haddock, Esta Spalding | 1999. november 10. 2004. október 16.   |
| 20.  | 7.  | A Nice Place in the Country | Tom Braidwood, Chris Haddock | Alan DiFiore, Chris Haddock, Esta Spalding | 1999. november 17. 2004. október 23.   |
| 21.  | 8.  | Blues in A-minor            | A.J. Vesak                   | Alan DiFiore, Chris Haddock, Esta Spalding | 1999. november 24. 2004. október 30.   |
| 22.  | 9.  | The Looking Glass           | Lee Knippelberg              | Alan DiFiore, Chris Haddock, Esta Spalding | 1999. december 1. 2004. november 6.    |
| 23.  | 10. | The Lottery                 | Tom Braidwood                | Alan DiFiore, Chris Haddock, Esta Spalding | 1999. december 8. 2004. november 13.   |
| 24.  | 11. | Bang Like That              | Stephen Surjik               | Larry Campbell                             | 2000. január 5. 2004. november 20.     |
| 25.  | 12. | Fantasy                     | Chris Haddock                | Larry Campbell, Chris Haddock              | 2000. január 12. 2004. november 27.    |
| 26.  | 13. | Reality                     | Tom Braidwood, Chris Haddock | Larry Campbell, Chris Haddock              | 2000. január 19. 2004. december 4.     |

### 3. évad (2000-2001)
| Sor. | Év. | Cím                                                  | Rendező           | Író                                                    | Premier                                |
| ---- | --- | ---------------------------------------------------- | ----------------- | ------------------------------------------------------ | -------------------------------------- |
| 27.  | 1.  | That's the Way the Story Goes                        | Stephen Surjik    | Frank Borg, Alan DiFiore, Chris Haddock, Esta Spalding | 2000. október 4. 2005. szeptember 17.  |
| 28.  | 2.  | Bring Back the Dead                                  | Tom Braidwood     | Frank Borg, Alan DiFiore, Chris Haddock, Esta Spalding | 2000. október 11. 2005. szeptember 24. |
| 29.  | 3.  | It's a Bad Corner                                    | Anne Wheeler      | Frank Borg, Alan DiFiore, Chris Haddock, Esta Spalding | 2000. október 18. 2005. október 1.     |
| 30.  | 4.  | Do You Wanna Dance?                                  | A.J. Vesak        | Frank Borg, Alan DiFiore, Chris Haddock, Esta Spalding | 2000. október 25. 2005. október 8.     |
| 31.  | 5.  | The Hottest Places in Hell                           | Alan Simmonds     | Frank Borg, Alan DiFiore, Chris Haddock, Esta Spalding | 2000. november 8. 2005. október 15.    |
| 32.  | 6.  | This Shit Is Evil                                    | David Frazee      | Frank Borg, Alan DiFiore, Chris Haddock, Esta Spalding | 2000. november 15. 2005. október 22.   |
| 33.  | 7.  | An Act of God                                        | Scott Summersgill | Frank Borg, Alan DiFiore, Chris Haddock, Esta Spalding | 2000. november 22. 2005. október 29.   |
| 34.  | 8.  | All Tricked Up                                       | Lee Knippelberg   | Frank Borg, Alan DiFiore, Chris Haddock, Esta Spalding | 2000. november 29. 2005. november 5.   |
| 35.  | 9.  | Better Broke than Naked                              | Ian Tracey        | Frank Borg, Alan DiFiore, Chris Haddock, Esta Spalding | 2001. január 9. 2005. november 12.     |
| 36.  | 10. | You See How It Begins?                               | Donnelly Rhodes   | Frank Borg, Alan DiFiore, Chris Haddock, Esta Spalding | 2001. január 16. 2005. november 19.    |
| 37.  | 11. | It's Backwards Day                                   | Chris Haddock     | Frank Borg, Alan DiFiore, Chris Haddock, Esta Spalding | 2001. január 23. 2005. november 26.    |
| 38.  | 12. | The Sparkle Tour                                     | Alan Simmonds     | Chris Haddock, Larry Campbell                          | 2001. január 30. 2005. december 3.     |
| 39.  | 13. | I'm an Anomaly and an Anachronism, But I'm Not Alone | Brad Turner       | Chris Haddock, Larry Campbell                          | 2001. február 6. 2005. december 10.    |

### 4. évad (2001-2002)
| Sor. | Év. | Cím                             | Rendező           | Író                                     | Premier                                 |
| ---- | --- | ------------------------------- | ----------------- | --------------------------------------- | --------------------------------------- |
| 40.  | 1.  | Too Late for Mr. Early          | Stephen Surjik    | Frank Borg, Alan DiFiore, Chris Haddock | 2001. szeptember 30. 2005. december 17. |
| 41.  | 2.  | Oppenheimer Park                | Alan Simmonds     | Frank Borg, Alan DiFiore, Chris Haddock | 2001. október 14. 2006. január 7.       |
| 42.  | 3.  | Banging on the Wall             | Chris Haddock     | Larry Campbell, Chris Haddock           | 2001. október 21. 2006. január 14.      |
| 43.  | 4.  | Cheap Aftershave                | Alan Simmonds     | Frank Borg, Alan DiFiore, Chris Haddock | 2001. október 28. 2006. január 21.      |
| 44.  | 5.  | Ugly Quick                      | John Fawcett      | Frank Borg, Alan DiFiore, Chris Haddock | 2001. november 4. 2006. január 28.      |
| 45.  | 6.  | Birds Have Been at Her          | Mairzee Almas     | Frank Borg, Alan DiFiore, Chris Haddock | 2001. november 11. 2006. május 29.      |
| 46.  | 7.  | Shoulda Been a Priest           | John Fawcett      | Frank Borg, Alan DiFiore, Chris Haddock | 2001. november 18. 2006. május 30.      |
| 47.  | 8.  | Sixes and Sevens                | David Frazee      | Frank Borg, Alan DiFiore, Chris Haddock | 2001. december 2. 2006. május 31.       |
| 48.  | 9.  | Be a Cruel Twist                | John Fawcett      | Frank Borg, Alan DiFiore, Chris Haddock | 2002. január 6. 2006. június 1.         |
| 49.  | 10. | Simple, Sad                     | Brad Turner       | Frank Borg, Alan DiFiore, Chris Haddock | 2002. január 13. 2006. június 5.        |
| 50.  | 11. | Pretend You Didn't See Me       | Chris Haddock     | Alan DiFiore, Chris Haddock             | 2002. január 20. 2006. június 6.        |
| 51.  | 12. | Gather Up All the Little People | Brad Turner       | Larry Campbell, Stephen E. Miller       | 2002. január 21. 2006. június 7.        |
| 52.  | 13. | In the Bear Pit                 | Nicholas Campbell | Alan DiFiore, Chris Haddock             | 2002. január 21. 2006. június 8.        |

### 5. évad (2002-2003)
| Sor. | Év. | Cím                              | Rendező           | Író                                     | Premier            |
| ---- | --- | -------------------------------- | ----------------- | --------------------------------------- | ------------------ |
| 53.  | 1.  | A Big Whiff of a Real Bad Smell  | David Frazee      | Frank Borg, Alan DiFiore, Chris Haddock | 2002. október 27.  |
| 54.  | 2.  | Ass Covering Day                 | George Mihalka    | Frank Borg, Alan DiFiore, Chris Haddock | 2002. november 2.  |
| 55.  | 3.  | A Big Enough Fan                 | Robert Cuffley    | Frank Borg, Alan DiFiore, Chris Haddock | 2002. november 10. |
| 56.  | 4.  | Run by the Monkeys               | Keith Behrman     | Frank Borg, Alan DiFiore, Chris Haddock | 2002. november 17. |
| 57.  | 5.  | At First It Was Funny            | George Mihalka    | Frank Borg, Alan DiFiore, Chris Haddock | 2002. december 1.  |
| 58.  | 6.  | Dizzy Looking Down               | Lynne Stopkewich  | Frank Borg, Alan DiFiore, Chris Haddock | 2002. december 8.  |
| 59.  | 7.  | God Forbid We Call It What It Is | William Fruet     | Frank Borg, Alan DiFiore, Chris Haddock | 2003. január 12.   |
| 60.  | 8.  | Doing the Chicken Scratch        | Stephen Surjik    | Frank Borg, Alan DiFiore, Chris Haddock | 2003. január 19.   |
| 61.  | 9.  | For Just Bein' Indian            | Nicholas Campbell | Larry Campbell, Lorimer Shenher         | 2003. január 26.   |
| 62.  | 10. | Dogs Don't Bite People           | Lee Knippelberg   | Frank Borg, Alan DiFiore, Chris Haddock | 2003. február 2.   |
| 63.  | 11. | The Ducks Are Too Depressing     | David Frazee      | Alan DiFiore, Chris Haddock             | 2003. február 9.   |
| 64.  | 12. | You Got Monkey Chatter           | Stephen Surjik    | Alan DiFiore, Chris Haddock             | 2003. február 23.  |
| 65.  | 13. | Everybody Needs a Working Girl   | John Fawcett      | Alan DiFiore, Chris Haddock             | 2003. február 23.  |

### 6. évad (2003-2004)
| Sor. | Év. | Cím                                    | Rendező              | Író                                                 | Premier            |
| ---- | --- | -------------------------------------- | -------------------- | --------------------------------------------------- | ------------------ |
| 66.  | 1.  | Thanks for the Toaster Oven            | George Mihalka       | Alan DiFiore, Chris Haddock                         | 2003. november 23. |
| 67.  | 2.  | Send in the Clowns                     | Anne Wheeler         | Alan DiFiore, Chris Haddock                         | 2003. november 23. |
| 68.  | 3.  | Bury My Own Bones                      | Sturla Gunnarsson    | Alan DiFiore, Chris Haddock                         | 2003. november 30. |
| 69.  | 4.  | Iffy Areas Around the Edges            | Stephen Surjik       | Alan DiFiore, Chris Haddock                         | 2003. december 7.  |
| 70.  | 5.  | Twenty-Five-Dollar Conversation        | Richard Martin       | Alan DiFiore, Chris Haddock                         | 2003. december 14. |
| 71.  | 6.  | Can Bend, But I Won’t Break            | John Fawcett         | Alan DiFiore, Chris Haddock                         | 2004. január 18.   |
| 72.  | 7.  | Out of the Bag and All Over the Street | Steve DiMarco        | Pete White                                          | 2004. január 25.   |
| 73.  | 8.  | The Squirrels Are of English Descent   | David Frazee         | Jesse McKeown                                       | 2004. február 1.   |
| 74.  | 9.  | Jungle's Dark But Full of Diamonds     | Charles Martin Smith | Jesse McKeown                                       | 2004. február 8.   |
| 75.  | 10. | There's a Story Goes Along with This   | George Mihalka       | Pete White                                          | 2004. február 22.  |
| 76.  | 11. | Okay It's Official                     | Morris Panych        | Rick Crook, Syliva Leung, Jesse McKeown, Pete White | 2004. március 21.  |
| 77.  | 12. | A Man When He's Down                   | George Mihalka       | Alan DiFiore, Chris Haddock                         | 2004. április 4.   |
| 78.  | 13. | Seven Tentacles                        | Nicholas Campbell    | Alan DiFiore, Chris Haddock                         | 2004. április 4.   |

### 7. évad (2004-2005)
| Sor. | Év. | Cím                                    | Rendező             | Író                                        | Premier            |
| ---- | --- | -------------------------------------- | ------------------- | ------------------------------------------ | ------------------ |
| 79.  | 1.  | Not So Pretty Now                      | Stephen Surjik      | Alan DiFiore, Chris Haddock                | 2004. október 12.  |
| 80.  | 2.  | Wash the Blood Out of the Ring         | George Mihalka      | Alan DiFiore, Chris Haddock                | 2004. október 19.  |
| 81.  | 3.  | That Sounds Like What We Call a Mutiny | David Frazee        | Alan DiFiore, Chris Haddock                | 2004. október 26.  |
| 82.  | 4.  | Mr. Ellis Himself Woulda Been Proud    | Stuart Margolin     | Alan DiFiore, Chris Haddock                | 2004. november 2.  |
| 83.  | 5.  | That’s Why They Call It a Conspiracy   | Mina Shum           | Alan DiFiore, Chris Haddock                | 2004. november 9.  |
| 84.  | 6.  | You Promised Me a Celebrity            | Ian Tracey          | Alan DiFiore, Chris Haddock                | 2004. november 16. |
| 85.  | 7.  | First the Seducing Then the Screwing   | Sean Ryerson        | Alan DiFiore, Chris Haddock                | 2004. november 23. |
| 86.  | 8.  | The Ol' Coco Bop                       | Stefan Pleszczynski | Chris Haddock, Jesse McKeown               | 2004. november 30. |
| 87.  | 9.  | Better Go Herd Your Ducks              | Lee Knippelberg     | Chris Haddock, Jesse McKeown               | 2004. december 7.  |
| 88.  | 10. | Ride a Crippled Horse                  | David Frazee        | Chris Haddock, Sylvia Leung                | 2005. január 11.   |
| 89.  | 11. | A Delicate Bloodbath                   | Chris Haddock       | Chris Haddock, Jesse McKeown               | 2005. január 18.   |
| 90.  | 12. | Before They Twist the Knife            | Stephen Surjik      | Chris Haddock, Jesse McKeown               | 2005. január 23.   |
| 91.  | 13. | Must Be a Night for Fires              | Nicholas Campbell   | Chris Haddock, Sylvia Leung, Jesse McKeown | 2005. január 23.   |